# Всичко е любов
„Всичко е любов“ е български игрален филм (драма) от 1979 година на режисьора Борислав Шаралиев, по сценарий на Боян Папазов. Оператор е Стефан Трифонов. Художник – Георги Иванов. Музиката във филма е композирана от Веселин Николов.

## Сюжет
Внимание:  Текстът по-долу разкрива сюжета на произведението (или части от него)!
Радо е момче от ТВУ. При едно от бягствата си в София се запознава с Албена – момиче от добро семейство. Между тях се заражда любов. Албена забременява. Семейството ѝ не одобрява връзката с Радо и майката я принуждава да направи аборт. Радо усеща, че нещо не е наред и отново избягва от училището. Когато пристига в София, е твърде късно. Албена е сломена, а майка ѝ се обажда в милицията да приберат беглеца.

## Състав

### Актьорски състав
| Роля                    | Изпълнител         |
| ----------------------- | ------------------ |
| Радо                    | Иван Иванов        |
| Албена (Бени)           | Янина Кашева       |
| Джипси                  | Ибиш Орханов       |
| Раева                   | Мария Стефанова    |
| инспектор Мавров        | Илия Раев          |
| Бочев                   | Вълчо Камарашев    |
| Парашев                 | Веско Зехирев      |
| Резашки                 | Христо Домусчиев   |
| директорът на училището | Йордан Спиров      |
| Гатева                  | Мая Владигерова    |
| вуйчото                 | Петър Гюров        |
|                         | В епизодите        |
| бай Манчо               | Стойчо Попов       |
| майката на Радо         | Кина Дашева        |
| вуйната на Радо         | Соня Маркова       |
|                         | Янко Чернев        |
| пастрокът на Радо       | Марко Мангачев     |
|                         | Иван Цингарев      |
|                         | Огнян Узунов       |
|                         | Светлана Атанасова |
|                         | Станимир Стоилов   |
| Шофьорът със ситроена   | Тодор Пройков      |

### Творчески и технически екип
| Сценарий              | Боян Папазов                                    |
| Режисьор              | Борислав Шаралиев                               |
| Оператор              | Стефан Трифонов                                 |
| Редактор              | Иван Дечев                                      |
| Художник              | Георги Иванов                                   |
| Музика                | Веселин Николов                                 |
| Звук                  | Митко Москов                                    |
| Монтаж                | Илиана Михова Виолета Тошкова Долорес Йорданова |
| Художник по костюмите | Ева Йорданова                                   |
| Втори режисьор        | Огнян Гелинов                                   |
| Втори оператор        | Кирил Зашев                                     |
| Грим                  | Славка Иванова                                  |
| Консултанти           | Никола Маринов Пенка Кръстева                   |
| Реквизит              | Владимир Оджаков                                |
| Фотограф              | Елена Димитрова                                 |
| Гардероб              | Виктория Манова                                 |
| Тонтехник             | Петко Кирилов                                   |
| Осветление            | Костадин Георгиев                               |
| Асистент-режисьори    | Стефан Коспартов Мария Савова Людмила Секулова  |
| Асистент-оператори    | Мирчо Борисов Тошко Каменов                     |
| Втори художник        | Елмира Узунова                                  |
| Организатори          | Захари Зарев Николай Орджанов Мария Желязкова   |
| Директор              | Иван Петков                                     |

## Награди
- Специалната награда, Наградата за женска роля на Янина Кашева и Наградата на критиката, Варна, 1980
- Награди на СБФД за сценарий и за дебют на Иван Иванов, 1979

## Любопитни факти
ТВУ-то от измисленото с. Падево във филма е ТВУ „Антон Макаренко“ в с. Славовица (Плевенско).
Никола Николов, зам.-директор на ТВУ „Макаренко“ в периода 1970 – 1998 г. си спомня две истории, използвани във филма:
| „ | Прототипът на главния герой е наш възпитаник – много интелигентно момче, за което баба му се е грижила. Живеели са мизерно в София – нямали са жилище и са спели под едно стълбище. Докараха го при нас, а то избяга – скочило през Искъра и оттам за 24 часа стигнало в София. Но го заловили, върнаха го при нас с посинели от студ крака и веднага го закарахме в болницата в Плевен. И оттам избяга!... Друго момче – безпризорният Ибрям от Кърджали, участва в една от епизодичните роли. То беше избягало, но го върнахме и докато беше заключено под карантина от една книга си направило пръчка от фунийки, промушило я през решетката, взело ключа и избягало!... | “ |

Сценаристът Боян Папазов, се заинтересува от тези случаи. Той започва да живее сред учениците, да яде, спи и общува с тях.
Първият кадър на Нова телевизия е от този филм.